# Brighton Labeau
Brighton Andy Labeau (Aubervilliers, 1 januari 1996) is een Martinikaans-Frans voetballer die sinds 2024 uitkomt voor EA Guingamp. Labeau is een aanvaller.

## Clubcarrière
Labeau genoot zijn jeugdopleiding van AS Monaco. In het seizoen 2014/15 trad hij samen met onder andere Kylian Mbappé aan in de UEFA Youth League. Na enkele seizoenen bij het B-elftal van de club trok hij in 2017 naar Amiens SC, waarmee hij in het seizoen 2017/18 twee wedstrijden in de Ligue 1 speelde. Daarna leende de club hem uit aan derdeklassers US Créteil-Lusitanos en FC Villefranche Beaujolais.
In het seizoen 2019/20 ging Labeau in Roemenië voetballen bij Rapid Boekarest. Het seizoen daarop koos hij voor een avontuur wat dichter bij huis: in augustus 2020 ondertekende hij een contract voor één seizoen met optie bij de Belgische tweedeklasser Union Sint-Gillis. Zijn eerste doelpunt voor Union scoorde hij op 26 september 2020 in de Brusselse derby tegen RWDM, die Union met 3-1 verloor. Zijn tweede doelpunt, opnieuw tegen RWDM, droeg wél bij aan een zege voor Union. Op de vertiende speeldag scoorde hij zelfs het enige doelpunt van de wedstrijd op het veld van Lommel SK. Labeau scoorde in het seizoen 2020/21 uiteindelijk zes keer voor Union, waarvan vijf keer vóór de club op 13 maart 2021 kampioen werd in Eerste klasse B. Desondanks werd zijn contract na afloop van het seizoen niet verlengd.
In augustus 2021 ondertekende Labeau een contract voor twee seizoenen bij de Zwitserse tweedeklasser FC Stade Lausanne-Ouchy. Met zestien competitiedoelpunten werd hij er dat seizoen clubtopschutter. In juni 2022 stapte hij over naar FC Lausanne-Sport, de stadsgenoot van Stade Lausanne-Ouchy die net naar de Challenge League was gedegradeerd en in het seizoen 2022/23 dus in dezelfde reeks als zijn stadsgenoot zou uitkomen. Daar deed hij het qua statistieken nog beter: op 10 maart 2023 verbeterde hij zijn seizoenstotaal van het seizoen daarvoor door in de 1-2-competitiezege tegen FC Schaffhausen zijn zeventiende competitiedoelpunt van het seizoen te maken. Labeau klokte uiteindelijk af op negentien competitiedoelpunten, waardoor hij zich samen met zijn voormalige ploegmaat Teddy Okou tot topschutter van de competitie kroonde. Labeau en Okou dwongen uiteindelijk allebei promotie naar de Super League af: het Lausanne-Sport van Labeau promoveerde dankzij zijn tweede plaats in de competitie rechtstreeks, Okou eindigde derde met Stade Lausanne-Ouchy en nam in de barragewedstrijden tegen FC Sion, de hekkensluiter van de Super League vlotjes de maat van de tweevoudige landskampioen. Het volgende seizoen was Labeau wederom een vaste waarde en wist hij met zijn ploeg handhaving op het hoogste niveau te bewerkstelligen.
Medio 2024 keerde Labeau terug naar zijn geboorteland. Hij ging aan de slag bij Franse tweedeklasser EA Guingamp, waar hij een contract tekende voor drie jaar.

## Interlandcarrière
Labeau werd geboren op het Franse vasteland, maar heeft Martinikaanse roots. Op 26 maart 2022 maakte hij zijn interlanddebuut voor Martinique: in de oefeninterland tegen Guadeloupe (3-4-zege) kreeg hij een basisplaats van bondscoach Marc Collat. In 2023 nam hij met Martinique deel aan de Gold Cup 2023. Labeau startte in alle drie de groepswedstrijden in de basis. In de derde groepswedstrijd, die Martinique met 6-4 verloor van Costa Rica, zette hij succesvol een strafschop om.